# Jaroslav Cihlář
Jaroslav Cihlář (7 de abril de 1924 — 2 de maio de 2014) foi um ciclista olímpico tchecoslovaco. Representou sua nação em três eventos nos Jogos Olímpicos de Verão de 1956.